# Jeanne Chaton
Pour les articles homonymes, voir Chaton.
Jeanne Henriette Mélanie Chaton, née le 10 novembre 1899 à Arnaville et morte le 18 octobre 1989 à Paris 14e, est une historienne française. Elle a été présidente du comité de rédaction de la Convention sur l'élimination de toutes les formes de discrimination à l'égard des femmes, présidente du comité permanent des ONG à l'UNESCO, déléguée de la France à la commission de la condition de la femme de l'ONU, et présidente de la Fédération internationale des femmes diplômée des universités de 1956 à 1959.

## Biographie
Jeanne Chaton est la fille unique de Mélanie Clotilde Woisard et d'Alexandre Chaton, tuteur au lycée Louis-le-Grand. Après la mort de sa mère, alors qu'elle a cinq ans, elle est élevée par ses grands-parents et son père. Un temps pensionnaire, elle rejoint son père à Paris peu avant le déclenchement de la Première Guerre mondiale. Lors d'un séjour en Lorraine, son père et elle sont internés comme citoyens français et condamnés à mort en tant qu'otages, dans une mesure de représailles allemandes. Leur peine est commuée en détention dans un camp. Jeanne Chaton est ainsi détenue dans un camp du duché de Brunswick, où elle devient à 15 ans chef du baraquement, et aide ses codétenues. Reconnue tuberculeuse après que ses poumons ont été abimés par son travail de blanchissage au chlore, elle est échangée contre une prisonnière allemande à Schaffhouse, en Suisse. En 1925, elle reprend ses études en khâgne au lycée Fénelon à Paris, et est admise à l'École normale supérieure de Sèvres (1922 L), puis obtient une première place à l'agrégation féminine d'histoire (1925). Elle obtient d'autres diplômes, à Science Po (1924) et à l'École du Louvre (1927),.

## Activités associatives et institutionnelles
Elle devint membre de l'initiative de paix de l'Union mondiale de la femme pour la concorde internationale (UMF) pour la réconciliation entre la France et Allemagne. Elle participe aux réunions d'été de la Société des Nations. En 1936, Jeanne Chaton obtient un poste de professeure d'histoire à Paris, deux ans plus tard elle est nommée représentante du système scolaire public.
Pendant la Seconde Guerre mondiale, Jeanne Chaton s'engage dans la résistance. Avant la libération de Paris, elle est secrétaire générale du comité directeur du Front national universitaire et, après la libération de la capitale, est nommée vice-présidente du comité directeur de l'Union française universitaire.
Elle occupe diverses fonctions institutionnelles, principalement dans des comités nationaux et internationaux chargés d'élaborer des réformes dans le domaine de l'éducation, ainsi que dans des associations de femmes, notamment au sein de la Fédération internationale des femmes diplômées des universités (FIFDU), dont elle est la présidente de 1956 à 1959, succédant à Dorothy Flagg Leet. Elle participe à la rédaction du texte de Déclaration universelle des droits de l'homme en 1948. Jusqu'en 1951, elle est présidente du Comité permanent des ONG et conseillère pour l'éducation des femmes à l'UNESCO, puis elle prend en charge l'ensemble du programme d'éducation et de formation des femmes et s'est particulièrement engagée en faveur des opportunités éducatives des femmes africaines.
En 1965, Jeanne Chaton cesse d'enseigner. Elle succède à Marie-Hélène Lefaucheux comme déléguée de la France à la commission de la condition de la femme de l'ONU et occupe ce poste pendant dix ans. Elle fait campagne contre le proxénétisme et est active dans la rédaction de la Convention des Nations unies sur l'élimination de toutes les formes de discrimination à l'égard des femmes, en novembre 1967,.
Jeanne Chaton meurt le 18 octobre 1989 à Paris. Un service commémoratif est organisé par l'Unesco le 27 novembre et une autre commémoration se déroule au Sénat le 9 janvier 1990, avec l'Association française des femmes diplômées des universités, l'Union professionnelle féminine et l'Alliance internationale des femmes.

## Honneurs et distinctions
En 1921, Jeanne Chaton est décorée de la médaille de la Reconnaissance française pour services rendus dans les camps d'internement en Allemagne. Pour son engagement dans les échanges culturels avec l'Italie et la Pologne, elle a reçu la Croix Victor Emmanuel d'Italie en 1929 et la médaille Polonia Restituta en 1930. En 1938, elle est reçue officier de l’Instruction publique, puis en 1946, elle est reçue chevalier de la Légion d'honneur et officière en 1976. Elle reçoit la médaille de la Résistance en 1947. Pour son travail au conseil d'administration de la Maison du Liban à la Cité universitaire de Paris, elle est faite chevalière de l'ordre du cèdre du Liban en 1959. Elle est docteure honoris causa de l'université du Queensland en 1965.

## Publications
- « Dans les sociétés modernes la femme doit encore vaincre les réflexes de retardement et de protection », Le Monde diplomatique,‎ avril 1968, p. 8 (lire en ligne, consulté le 9 janvier 2022).